# مارك سلطان
مارك سلطان هو منتج أسطوانات وموسيقي وملحن ومغني كندي، ولد في 14 نوفمبر 1973 في مونتريال في كندا.

## وصلات خارجية
- الموقع الرسمي
- مارك سلطان على موقع ميوزك برينز (الإنجليزية)
- مارك سلطان على موقع ديسكوغز (الإنجليزية)